# Gornja Ploščica
Gornja Ploščica (1953-ig Novoplošćički Vinogradi) falu Horvátországban Belovár-Bilogora megyében. Közigazgatásilag Velika Trnoviticához tartozik.

## Fekvése
Belovártól légvonalban 21, közúton 25 km-re délkeletre, községközpontjától légvonalban 6, közúton 13 km-re északnyugatra, Ruškovac és Nova Ploščica között a Kozje brdo nevű magaslaton fekszik.

## Története
A falu a török kiűzése után a 17. század közepén a katolikus horvátokkal betelepített Nova Ploščica szőlőhegyeként keletkezett. 1774-ben az első katonai felmérés térképén már láthatók a település első házai és a falu közepén álló Szent Jakab templom. A Horvát határőrvidék részeként a Kőrösi ezredhez tartozott. A katonai közigazgatás megszüntetése után Magyar Királyságon belül Horvátország része, Belovár-Kőrös vármegye Garesnicai járásának része lett. Lakosságát csak 1900-ban számlálták meg először önállóan, amikor 158-an lakták. Lakói szőlő és gyümölcstermesztésből, állattartásból éltek. 1918-ban az új szerb-horvát-szlovén állam, majd később Jugoszlávia része lett. 1941 és 1945 között a németbarát Független Horvát Államhoz, majd a háború után a szocialista Jugoszláviához tartozott. A háború után a fiatalok elvándorlása miatt lakossága folyamatosan csökkent. 1991-től a független Horvátország része. 1991-ben teljes lakossága horvát nemzetiségű volt. A délszláv háború idején mindvégig horvát kézen maradt. 2011-ben a településnek 39 lakosa volt.

## Lakossága
| Lakosság változása | Lakosság változása | Lakosság változása | Lakosság változása | Lakosság változása | Lakosság változása | Lakosság változása | Lakosság változása | Lakosság változása | Lakosság változása | Lakosság változása | Lakosság változása | Lakosság változása | Lakosság változása | Lakosság változása | Lakosság változása |
| ------------------ | ------------------ | ------------------ | ------------------ | ------------------ | ------------------ | ------------------ | ------------------ | ------------------ | ------------------ | ------------------ | ------------------ | ------------------ | ------------------ | ------------------ | ------------------ |
| 1857               | 1869               | 1880               | 1890               | 1900               | 1910               | 1921               | 1931               | 1948               | 1953               | 1961               | 1971               | 1981               | 1991               | 2001               | 2011               |
| 0                  | 0                  | 0                  | 0                  | 158                | 0                  | 0                  | 0                  | 184                | 164                | 155                | 105                | 78                 | 59                 | 42                 | 39                 |

(1910 és 1931 között lakosságát Nova Ploščicához számították.)

## Nevezetességei
Szent Jakab apostol tiszteletére szentelt római katolikus temploma a falui közepén, a főutca mentén áll. A templom a 18. században már állt. Egyhajós épület, félköríves ablakokkal. Hagymasisakos harangtornya a keletre néző homlokzat előtt áll.